# Мазарати, Вячеслав Григорьевич
Вячесла́в Григо́рьевич Мазара́ти (укр. Мазараті В'ячеслав Григорович; 12 января 1963, Николаев, УССР) — украинский футбольный тренер.

## Карьера
Заниматься футболом начал в группе подготовки «Судостроителя», затем продолжил футбольное образование в киевском спортинтернате.
В 1980 году в составе юношеской сборной Украины стал победителем кубка «Надежда», выступал в юношеской сборной Советского Союза.
После окончания игровой карьеры тренировал выступавшие в любительском чемпионате Украины «Кооператор» (Новый Буг) и «Ниву» (Нечаянное), а также «Каскад», добившийся успехов на уровне чемпионата города Николаева по футболу. С 1996 года трудился тренером в «СДЮШОР Николаев». Параллельно занимался судейством футбольных матчей, сначала в первенстве города, а затем и в чемпионате страны. С июня 2005 года по январь 2009 — тренер, а затем главный тренер МФК «Николаев». После смены руководства клуба вновь вернулся на работу в «СДЮШОР Николаев» и параллельно стал главным тренером МФК «Николаев-2».
В апреле 2012 года Мазарати возглавил николаевскую «Энергию».
В августе 2016 Вячеслав Григорьевич возглавил любительский клуб из Николаевской области — ФК «Врадиевка». В январе 2017 года был отправлен в отставку.